# Gordon R. Dickson
Gordon Rupert Dickson (ur. 1 listopada 1923 w Edmonton, zm. 31 stycznia 2001) – amerykański pisarz science fiction i fantasy.
Urodził się w Kanadzie. W wieku 13 lat (w 1936 lub 1937) wyemigrował do Stanów Zjednoczonych, gdzie w latach 1943 do 1946 służył w armii. Ukończył studia na Uniwersytecie Stanowym Minnesoty. Większość swojego życia spędził w Minneapolis w Minnesocie. Pierwszą powieść Alien From Arcturus wydał w 1956.

### SeriaChilde(Childe Cycle)
- Dorsaj! (Dorsai!, 1960)
- Nekromanta (Necromancer, 1962)
- Żołnierzu, nie pytaj (Soldier, Ask Not, 1967)
- Taktyka błędu (Tactics of Mistake, 1971)
- The Spirit of Dorsai (1979)
- Zaginiony Dorsaj! (Lost Dorsai, 1980)
- Encyklopedia Ostateczna (cz. 1) (The Final Encyclopedia, Vol 1, 1984)
- Encyklopedia Ostateczna (cz. 2) (The Final Encyclopedia, Vol 2, 1984)
- Gildia Orędowników (The Chantry Guild, 1988, wyd. polskie Wydawnictwo Solaris Olsztyn 2003, przekł. Mirosław P. Jabłoński)
- Młody Bleys (Young Bleys, 1991, wyd. polskie, Wydawnictwo Solaris, Olsztyn 2003, przekł. Mirosław P. Jabłoński)
- Inny (Other, 1994)
- Antagonist (2007) – z Davidem W. Wixonem

### SeriaSmok i jerzy(Dragon Knight)
- Święty smok i jerzy (St. Dragon and the george, 1957) – opowiadanie
- Smok i jerzy (The Dragon and the george, 1976)
- Smoczy Rycerz (The Dragon Knight, 1990)
- Smok na granicy (The Dragon on the Border, 1992)
- Smok na wojnie (The Dragon at War, 1992)
- Smok, Earl i Troll (The Dragon, the Earl, and the Troll, 1994)
- Smok i Dżinn (The Dragon and the Djinni, 1996)
- Smok i Sękaty Król (The Dragon and the Gnarly King, 1997)
- Smok w Lioness (The Dragon in Lyonesse, 1998)
- Smok i piękne dziewczę z Kentu (The Dragon and the Fair Maid of Kent, 2000)
- The Dragon and the Knight of Gahool (2001, przerwane przez śmierć autora)

### Inne powieści
- Alien from Arcturus (1956) (rozszerzone wyd. Arcturus Landing, 1978)
- Mankind on the Run (1956) (inny tytuł: On the Run, 1979)
- Time to Teleport (1960)
- Naked to the Stars (1961)
- Spacial Delivery (1961)
- Delusion World (1961)
- The Alien Way (1965)
- The Space Winners (1965)
- Mission to Universe (1965, 1977)
- The Space Swimmers (1967)
- Planet Run (1967) – z Keithem Laumerem(inne języki)
- Spacepaw (1969)
- Wolfling (1969)
- None But Man (1969)
- Hour of the Horde (1970)
- Sleepwalkers’ World (1971)
- The Outposter (1972)
- The Pritcher Mass (1972)
- Alien Art (1973)
- The R-Master (1973) (zmienione wyd. The Last Master, 1984)
- Gremlins, Go Home (1974) – z Benem Bovą
- The Lifeship (1977) – z Harrym Harrisonem (inny tytuł: Lifeboat)

## Nagrody
- Nagroda Hugo
  - 1965 Żołnierzu, nie pytaj (Soldier, Ask Not)
  - 1981 Zaginiony Dorsaj! (Lost Dorsai)
  - 1981 (The Cloak and the Staff)
- Nagroda Nebula
  - 1966 Nazywaj go panem (Call Him Lord)